# SpC Rudolfshügel
Der Sport-Club Rudolfshügel war ein Fußballverein aus dem Bezirk Favoriten in Wien, der von 1902 bis zu seiner Auflösung im Jahre 1934 existierte. Insgesamt spielte der Verein 15 Saisonen in der österreichischen Meisterschaft um den Titel mit und wurde 1919 österreichischer Vizemeister. Seine Vereinsfarben waren Blau-Weiß. Der Rudolfshügel, nach dem der Verein benannt wurde, ist eine Erhebung zwischen Laaer Berg und Wienerberg.

## Geschichte

### Gründung und Abspaltung der Hertha

Gründungsmannschaft Rudolfshügels im Jahre 1902

Der SpC Rudolfshügel wurde am 2. September 1902 mit den Vereinsfarben Blau-Weiß als erster Fußballklub des Arbeiterbezirks Favoriten gegründet. In der damaligen Mannschaft standen die Spieler Cervenka, Gmeiner, Peter Weihrauch, Karl Beck, Polla, Susa, Rußwurm, Blaha, Millacek, Mixa, Struber und Wilhelm Weihrauch. Im Dezember 1903 trat der Verein dem Österreichischen Fußball-Verband bei. Nur ein Jahr später kam es zu internen Zwistigkeiten, so dass sich einige Jugendspieler vom Verein lösten und den ASV Hertha Wien gründeten. Das Verhältnis dieser beiden Vereine war fortan von harter Rivalität geprägt; das Sport-Tagblatt schrieb hierüber im Juni 1926:
„Die Gegend hinter dem Südbahnhof ist fußballsportlich eigentlich in zwei Gebiete geteilt. Die Gegend rechts der Favoritenstraße ist die Interessensphäre Rudolfshügels, und was links von der Favoritenstraße haust, schwört zum Banner der Hertha. Daneben gibt es natürlich auch Grenzer, die je nach der Situation in der Meisterschaftstabelle dem einen oder dem andern Verein zulaufen, aber was auf Charakter hält, bleibt seinen Farben, das heißt eigentlich nur seinem Verein, treu, denn sogar die Farben der beiden Vereine sind ja die gleichen. Blau-Weiß scheint eben die Flagge Favoritens zu sein, und so haben beide Klubs diese Farbe gewählt [...]. Die Spieler, die Funktionäre gehören annähernd den gleichen Schichten an, es besteht also gar kein Grund zu Zwietracht und Hader, aber trotzdem können die beiden Vereine nicht zusammenkommen...“

### Erste Meisterschaft 1912
Nachdem die Dunkelblauen von 1904 bis 1907 eine führende Position in der 2. Klasse eingenommen hatten, durften sie am 25. September 1907 in die 1. Klasse aufsteigen. So wurde der SpC Rudolfshügel eine der 12 Gründungsmitglieder der ersten offiziellen Fußballmeisterschaft Österreichs in der Saison 1911/12. Hier kam es auch zu den ersten Aufeinandertreffen mit der Hertha. Das erste Meisterschaftsderby um das „Favoritner Championat“ wurde zum Schützenfest: Die Rudolfshügler besiegten die Hertha am 29. Oktober 1911 mit 7:0. Auch das erste Meisterschaftsderby am Hertha-Platz konnte mit 1:0 gewonnen werden. Dennoch belegte der SpC Rudolfshügel am Ende der Saison den 10. Platz hinter der Hertha und musste in die Relegation. Man hatte zwar gleich viele Punkte in der Meisterschaft wie der ASV Hertha geholt, lag aber, da er einen Sieg weniger zu verzeichnen hatte nur auf dem 10. Platz, wogegen man allerdings protestierte. Grund hierfür war, dass ein Sieg der Hertha auf ein, eigentlich verloren gegangenes, aber strafverifiziertes Spiel gegen den First Vienna FC 1894 zurückzuführen war. Man entschloss sich deshalb eine Vorqualifikation durchführen zu lassen. Der ASV Hertha trat gegen den SpC Rudolfshügel an, der Verlierer musste in die Relegation. Hertha gewann mit einem Gesamtscore von 6:2 aus zwei Spielen und verblieb somit in der ersten Klasse. Letztendlich konnte sich aber auch der SpC Rudolfshügel klar mit 6:0 auf der Hohen Warte gegen den SC Wacker Wien aus Meidling in der Relegation durchsetzten.

### Vom Vizemeister zum Absteiger
In den folgenden Jahren gerieten die Rudolfshügler zwar nicht mehr in Abstiegsnöte, konnten jedoch auch lange Zeit nicht um den Titel mitspielen. 1913 bis 1915 gelang das Kunststück, drei Mal hintereinander den siebenten Platz zu belegen, doch bereits ein Jahr später konnte man mit dem fünften Tabellenrang einen neuen Vereinsrekord verbuchen; der Auftakt zu den erfolgreichsten Jahren in der Geschichte des Fußballklubs. 1917 verpasste man den Meistertitel nur ganz knapp. Man war zwischenzeitlich sogar Tabellenführer und lag am letzten Spieltag nur einen Punkt hinter Rapid Wien sowie einen Zähler vor dem Floridsdorfer AC. Während die beiden Titelkonkurrenten am letzten Spieltag hoch gewannen (8:0 bzw. 4:0), kamen die Rudolfshügler nicht über ein 0:0-Unentschieden gegen den Wiener AF daheim hinaus und rutschen sogar noch auf den 3. Platz zurück. 1918 vergab man gegen den Wiener AF sogar den Meistertitel. Eine 4:3-Niederlage am vorletzten Spieltag bedeutete den letztendlich vierten Tabellenrang mit nur zwei Punkten Rückstand auf Meister Floridsdorf; ein Sieg – zur Pause lag man gar 2:0 in Front – hätte die Rudolfshügler uneinholbar (sofern ebenfalls das Spiel am letzten Tag zu ihren Gunsten geendet hätte) für die anderen Konkurrenten gemacht.
1919 erreichten die Favoritner mit dem Vizemeistertitel den größten Erfolg in der Vereinsgeschichte. In der gesamten Saison konnte man den Meister Rapid jedoch nie gefährden, verlor gegen die Hütteldorfer gar mit 0:3 und 1:7. Im Cup gelang der Einzug ins Halbfinale, wo man den Rapidlern vor 10.000 Zuschauern ebenfalls unterlag. Nach den Erfolgen kam der langsame Abstieg. 1921 wurde man zwar noch Dritter, ein Jahr später nur noch Elfter. Bereits 1923 folgte der Abstieg. Nach einer katastrophalen Saison belegten die Rudolfshügler den 13. und letzten Platz und stiegen zum ersten Mal in der Vereinsgeschichte ab.

### Wiederaufstieg, die letzten Jahre in der ersten Liga und Auflösung 1934
In der 2. Klasse Süd schaffte der SpC Rudolfshügel in beeindruckender Weise den sofortigen Wiederaufstieg. In 22 Spielen blieb man ungeschlagen und konnte 19 Partien für sich entscheiden. 1925 kehrte der Verein zurück in die erste Liga – es handelt sich dabei erstmals um eine Profi-Liga, in der man sich anfangs allerdings nicht behaupten konnte. Im ersten Jahr belegte man den letzten Platz mit nur 7 Zählern (Abstieg ausgesetzt), ein Jahr später den vorletzten Platz – vor der Hertha, die abstieg – mit 12 Zählern, ehe man 1927 mit nur 4 Punkten in 24 Partien ebenfalls in die zweite Liga abstieg.
Im Oktober 1927 wurde der SpC Rudolfshügel schließlich vom Verband suspendiert, da er ausstehende Gehälter „in beträchtlicher Höhe“ nicht an die Spieler Englert und Ambros zahlen konnte. Der Verein konnte sich wirtschaftlich lange nicht erholen und trat im Sommer 1928 der VAFÖ bei. Nach einigen Saisonen in der VAFÖ-Meisterschaft löste sich der Verein im Jahre 1934 schließlich komplett auf, der Großteil der Spieler trat zum 1. FFC Vorwärts 06 Wien über.

## Bekannte Spieler
- Karl Beck (9 Länderspiele von 1907 bis 1918, davon 5 während seiner Zeit bei Rudolfshügel)
- Heinrich Bělohlávek (1 Länderspiel 1910)
- Erwin Brazda (1 Länderspiel 1922)
- Otto Flor (1 Länderspiel 1910)
- Ferdinand Hoel (4 Länderspiele 1915)
- Leo Kißling (1 Länderspiel 1912)
- Leopold König (1 Länderspiel 1914)
- Heinrich Lebensaft (6 Länderspiele von 1924 bis 1927, davon 1 während seiner Zeit bei Rudolfshügel)
- Josef Milnarik (1 Länderspiel 1924)
- Franz Prohaska (5 Länderspiele von 1915 bis 1917)
- Friedrich Wagner (1 Länderspiel 1919)
- Wilhelm Weihrauch (3 Länderspiele von 1907 bis 1909)
- Ernst Winkler (Torschützenkönig 1920)
- Mieczysław Wiśniewski (6 Länderspiele für Polen von 1922 bis 1924)

## Erfolge
- 15 Erstligasaisonen: 1912–1923, 1925–1927
- 1 × Österreichischer Vizemeister: 1919
- 2 × Halbfinale des ÖFB-Cup: 1915 (Niederösterreichischer Cup), 1919